# Osmanlı Stadı
Das Osmanlı Stadı (auch Osmanlı Stadyumu, ehemals Yenikent ASAŞ Stadyumu) ist ein Fußballstadion in der türkischen Hauptstadt Ankara. Der Fußballverein Osmanlıspor FK trägt seine Spiele in diesem Stadion aus. Die Spielstätte bietet Platz für 25.000 Zuschauer. Bis Mitte Oktober 2014 hieß die Anlage Yenikent ASAŞ Stadyumu und wurde dann in den aktuellen Namen umbenannt.

## Namensänderung
Nachdem mit Ankaraspor der Verein, der das Yenikent ASAŞ Stadyumu als Heimstätte nutzte, seinen Namen im Sommer 2014 in Osmanlıspor FK geändert hatte, wurde kurze Zeit später auch das Stadion in Osmanlı Stadı umbenannt.